# NGC 2555
NGC 2555 è una vasta galassia a spirale barrata situata nella costellazione dell'Idra, a una distanza di circa 225 milioni di anni luce dalla nostra Via Lattea.

## Scoperta
La galassia è stata scoperta il 20 dicembre 1784 dall'astronomo britannico di origine tedesca William Herschel.

## Descrizione
NGC 2555 ha una classe di luminosità I-II e presenta una larga riga a 21 cm dell'idrogeno neutro.